# Перевага. У чому сила корпоративної культури
Перевага. У чому сила корпоративної культури (англ. The Advantage: Why Organizational Health Trumps Everything Else in Business) — книга Патріка Леонсіні, автора бестселерів «П'ять вад в роботі команди» та «Ідеальний командний гравець. Як розпізнати і розвинути три основних якості». Вперше опублікована в 2012 році.

## Огляд книги
Маніфест Патріка Леонсіні проголошує невідворотність найбільш невикористаних можливостей бізнесу, максимізації людського потенціалу та зосередження зусиль навколо єдиної цілі. У своєму зрозумілому та доступному стилі автор висуває аргумент, що немає кращого способу корпоративного вдосконалення ніж викорінити причини виникнення вад та плутанини.
В той час як більшість лідерів обмежують себе пошуком в межах традиційних та вичерпних сфер таких як маркетинг, автор демонструє, що золота жила знаходиться саме під ними. Існує чітка конкурентна перевага, можливо, найдієвіша за будь-які інші. Чи це найновітніші інновації? Розумніші працівники? Суттєва різниця між успішними та посередніми компаніями лежить в наступному: замість намагань стати розумнішими лідерам та компаніям необхідно зосередитись на тому, щоб стати «здоровішими», використовуючи при цьому вже наявний досвід та знання. «Здорова» компанія — це повноцінна та цілісна структура з єдиними управлінням та культурою.
Автор наводить реальні життєві історії та жарти з практичної точки зору та висвітлює їх в якості дієвих порад. Це найповніша та найзначущіша робота автора на сьогоднішній день, в якій він пропонує сенсаційну, дієву, реалістичну модель створення сталої організаційної структури. 

## Переклад українською
- Леонсіні, Патрік. Перевага. У чому сила корпоративної культури / пер. Олена Ломакіна. К.: Наш Формат, 2017. — 224 с. — ISBN 978-617-7513-29-1